# مگس‌گیر آبی گلوآبی
مگس‌گیر آبی گلوآبی (نام علمی: Cyornis rubeculoides) نام یک گونه از سرده مگس‌گیرهای آبی است.